# Amparo Montes
Amparo Meza Cruz (Tapachula, Chiapas, 24 de abril de 1920 – Ciudad de México, 12 de enero de 2002), conocida artísticamente como Amparo Montes, fue una cantante mexicana que se hizo famosa especialmente por sus interpretaciones de composiciones de Agustín Lara y Gonzalo Curiel.

## Biografía
Hija de Tirso Esteban Meza y de Marina Cruz. Estudió en su natal Tapachula, Chiapas, la primaria la cursó la escuela Teodomiro Palacios, desde muy niña se destacó como una extraordinaria cantante y participaba en todos los eventos sociales de la escuela y que organizaba el municipio de Tapachula. Al terminar sus estudios de secundaria, se trasladó a la Ciudad de México y participó en el programa Quiero trabajar de la estación de radio XEQ, que dirigía en ese tiempo Ramiro Gamboa «El Tío Gamboín», y pronto consiguió empleo como cantante en esa radiodifusora. Algunos años después, fue contratada para cantar en la XEW, y fue Emilio Azcárraga Vidaurreta, dueño de la XEW, quien le sugirió que se cambiara el apellido de Meza a Montes. Y con el tiempo ese nombre es símbolo de una de las mejores cancioneras románticas mexicanas.
Montes debutó en la radio en 1938 y pronto se convirtió en una destacada intérprete de boleros. En 1944, grabó para el sello Okeh el primer disco de su carrera: un sencillo de 78 revoluciones con los temas «Dime por qué» y «Juntito al mar». Volvió a grabar en 1945, 1946; esta vez dos discos de 78 revoluciones para la RCA Víctor. En 1960, grabó el disco de larga duración Nuestras canciones con Teté Cuevas al piano y la orquesta de Chucho Ferrer. Sus más grandes éxitos son «Temor», de Gonzalo Curiel y «Nadie», de Agustín Lara.
Durante su trayectoria artística grabó más de 100 álbumes para sellos como RCA Víctor, Peerless, Orfeón, Gas y Continental.
Fue en La Cueva de Amparo Montes que durante más de 30 años se presentó, con el patrocinio de Alex Cardini Jr. quien fue su productor. Siempre al terminar su show interpretaba el bolero «Azul», de Agustín Lara.
La última entrevista realizada a esta gran mujer corrió a cargo de la periodista mexicana Cristina Pacheco para la televisión nacional. Fue invitada por la productora Carla Estrada a participar en la telenovela Los parientes pobres (1993) en un personaje que honra su nombre y trayectoria real.
Montes inspiró a varios compositores, entre ellos su pianista y amigo Juan Bruno Tarraza, quien le dedicó «Yo soy el bolero». A petición de Roberto Zendejas, un novio de Montes, el médico y compositor Arturo Neri compuso la canción «Amparo» (después titulada Cariño), que estrenó y grabó Lupita Palomera con el título de «Mi súplica».
Montes falleció a las 19:55 horas del 12 de enero de 2002 en el Hospital Santa Elena en la Ciudad de México. Sus restos fueron incinerados el 13 de enero en el Panteón Español, y el 19 de enero una parte de las cenizas fue esparcida en el mar frente a Puerto Madero, Chiapas y la otra parte fue depositada en la Plaza de la Música Amparo Montes en Tapachula.

## Reconocimientos
Montes recibió numerosos reconocimientos, entre ellos:
- Premio Bravo, de la Asociación Nacional de Intérpretes (ANDI)[12]
- Medalla Eduardo Arozamena, de la Asociación Nacional de Actores (ANDA)[12]
- Premio Calendario Azteca de Oro, de la Asociación Mexicana de Periodistas de Radio y Televisión (AMPRyT)[12]
- Premio Antena, de la Cámara Nacional de la Industria de la Radio y Televisión, que le fue entregada por el presidente de la República[12]
- Premio Chiapas 1997[12]
- Medalla Agustín Lara, del Gobierno del Estado de Veracruz[12]

## Discografía

### Álbumes de estudio
- Nuestras canciones en la voz pasional de Amparo Montes (RCA Víctor, 1960)
- La Cueva de Amparo Montes, vol. II (Orfeón, 1973)
- Amparo Montes con Teté Cuevas y José Sabre Marroquín (RCA Víctor, 1978)
- La Cueva de Amparo Montes (GAS, 1979)
- 10 años románticos en La Cueva (Discos, 1980)
- Chiapas canta (producido por el Gobierno del Estado de Chiapas)
- La inspiración de Agustín Lara (Continental, 2001)

### Álbumes recopilatorios
- El disco de oro de Amparo Montes (Sony, 1992)
- Bolero (Orfeón, 1996)
- Lo mejor de lo mejor: Amparo Montes, 40 temas originales (BMG, 2000)
- RCA 100 años de música: Amparo Montes (BMG, 2001)
- Tesoros mexicanos (Peerless, 2003)
- Tesoros de colección: Amparo Montes (Sony, 2010)
- Peerless 80 Aniversario - 24 Boleros Inolvidables (Peerless, 2013)
- La cita (Orfeón, 2014)